# Valter Aamodt
Valter Emil Aamodt (* 25. März 1902 in Bergen; † 1989) war ein norwegischer Komponist, Dirigent, Musikkritiker und Chorleiter. Er war eine zentrale Figur der norwegischen Chor- und Blasmusik im 20. Jahrhundert.

## Leben

### Familie, Kindheit und Ausbildung
Valter Aamodt war der älteste Sohn von Olaf Karl Martin Aamodt (* 24. Juni 1867) und seiner Frau Ragna Josephine (* 30. Dezember 1873). Sein jüngerer Bruder Thorleif Aamodt war auch Musiker. Valter begann 1911 im Alter von neun Jahren im Fortunens Skoles Musikkorps zu musizieren. Ab 1915 spielte er im Jugendkorps des Fortunens Musikkorps. Er spielte auch in anderen Blas- und Salonorchestern, wie dem Blasorchester Norden, das er von 1920 bis 1938 leitete. Nach Selbststudien in Musiktheorie studierte er 1922 bis 1923 bei Johann Ludwig Mowinckel junior.

### Erste Kompositionen
Zu Beginn der 1920er Jahre wurden in verschiedenen Konzerten Kompositionen Valter Aamodts aufgeführt – so am 6. Februar 1921 eine Elegie bei einem Konzert der Musikforening [Musikvereins] in Bergen, am 2. und am 5. August 1921 eine Humoreske bei Konzerten der Divisionsmusik in Bergen, am 11. Dezember 1921 bei einem Konzert der Musikforening [Musikvereins] in Bergen Sommeraftenidyll [Sommerabendidylle] für Streichorchester und am 14. September 1922 eine Festpolonaise bei einem Konzert der Divisionsmusik in Bergen. Das Sommeraftenidyll wurde 1922 unter Leitung von Mowinckel auch zweimal in Oslo aufgeführt, am 20. November und am 28. Dezember.  Hjalmar Borgstrøm schrieb in der Aftenposten vom 21. November 1922 über das philharmonische Konzert in Oslo, dass „Valter Aamodt ein ganz junger Komponist aus Bergen und das Idyll sehr melodiös und gaske vakker [ziemlich schön] sei“. 1929 veröffentlichte er zwei Männerchöre im Norsk Musikforlag, die ein Jahr später von einer Universitätsstiftung zur Förderung des Männerchorgesang ausgezeichnet wurden.

### Stationen als Chorleiter und Dirigent von Blasorchestern
Von 1924 bis 1969 leitete Aamodt das Fortunens Musikkorps. Von 1924 bis 1939 die Arne Musikforening [Musikverein Arna] im Bergener Stadtteil Arna. Am 6. November 1926 übernahm Valter Aamodt die Leitung des Follesø-mannskor [Folleso-Männerchor], den er bis 1976 leitete. Er belegte musikalische Weiterbildungskurse 1938 in Stockholm und 1939 in London. Von 1938 bis 1955 leitete er den Chor der Haandværks- og Industriforenings Sangforening, den Männerchor Freya von 1961 bis 1967 und von 1946 bis 1948 den Harmoniens Kor. Ab 1931 war er Verbandsdirigent des Sängerverbands Hordaland. In dieser Funktion wirkte er bei vielen Landes- und Distriktssängertreffen mit und leitete oft die Gesamtchöre auf diesen Treffen. Er war ab 1928 auch Dirigent des Norwegischen Blasmusikverbandes und wirkte auch in dieser Funktion in Bergen und anderen norwegischen Städten. Beim Europäischen Blasmusikwettbewerb 1954 in Belgien war er der Vertreter des Norwegischen Verbandes. In den 60er und 70er Jahren leitete er bei mehreren Radioauftritten das Blasorchester Ulriken Janitsjarkorps. Er leitete das Orchester der Musikgesellschaft „Harmonie“ in Bergen, das schon Edvard Grieg dirigiert hatte, und 1944 das große Jubiläumsorchester der Musikgesellschaft. Aamodt nahm mit Erfolg an einer Reihe von Musikwettbewerben für Chor und Blasorchester mit seinen Ensembles teil.

### Weitere Tätigkeiten und Funktionen
Bei Wettbewerben war Aamodt als Juror gefragt. Er leitete musikalische Fortbildungsveranstaltung, die von verschiedenen norwegischen Organisationen, wie dem Musikverlag Tonika oder dem norwegischen Sängerbund, angeboten wurden. Er hielt die Zusammenarbeit zwischen Vereinen und Verbänden für wichtig und war bei der Gründung einzelner Verbände beteiligt. Sowohl in Chor- als auch in Blasmusikverbänden übte er verschiedene Funktionen aus. Für die Repertoireauswahl leistete er große Dienste. Er arbeitete als Musikkritiker bei verschiedenen Zeitungen, wie Arbeidet, Dagen [Der Tag], Morgenavisen [Die Morgenzeitung], und Bergens Tildende. Er war Korrespondent für Tonekunst in Bergen und Mitarbeiter bei Sangerlivet. Ab 1. Januar 1946 war er Generalsekretär des Norwegischen Sängerbundes, fachlicher und administrativer Leiter der Tonika-Kurse sowie Redakteur und Geschäftsführer der Zeitschrift Norsk Sang. Von 1949 bis 1972 war er Geschäftsführer und Verlagsleiter bei Tonika.

### Preise und Auszeichnungen
Für sein musikalisches Wirken und die Verdienste um die norwegische Chor- und Blasmusik erhielt er verschiedene Ehrungen und Auszeichnungen. Er war Ehrenmitglied des Fortuna Musikkorps Bergen, des Follesø mannskor, des Sängerverbands Hordaland und des Sänger- und Musikverbands Askøy. Er erhielt die höchsten Auszeichnungen des Bergener Sängerverbands, des Norwegischen Blasmusikverbands, und des Norwegischen Landessängerbundes. 1966 erhielt er die H.M. Königliche Verdienstmedaille in Gold. 1975 wurde er zum Ehrenbürger von Follesø ernannt. 1975 erhielt Valter Aamodt mit dem Follesø Mannskor [Männerchor Follesø] den norwegischen Griegpreis. 1977 wurde er zum Ritter 1. Klasse des Sankt-Olav-Ordens ernannt.

## Werke (Auswahl)

### Instrumentalmusik

#### Musik für Blasorchester
- Alt for Norge [Alle für Norwegen] geschrieben von Allan Johannsen (* 1900; † 1982). Eingespielt auf All for Norge. Kampen Janitsjarorkester. Ltg. Rolf Letting. Philips – 421.694 PE. 1966[18][19]
- Gammel julesalme. [Altes Weihnachtslied] arrangiert von Valter Emil Aamodt. Eingespielt von: Barbara Vestfalen Laursen, Euphonium. Prinsens Musikkorps. Ltg.: Giordano Bellincampi. Auf: Julesang & messingklang. Danacord DACOCD 678, 2008[20]
- Brigade West Marsj[19]
- Gammel julesalme: Mit hjerte altid vanker Komponist und Texter unbekannt. Arrangiert von Valter Aamodt. Eingespielt von: Lyngby-Taarbæk Brass Band. Ltg.: Jesper Juul Sørensen. Auf: Lad det klinge sødt -: Christmas carols og danske julesange. Tritonus: Lyngby-Taarbæk Brass Band T-LTBB 001[21]
- Hordaland Heimevernsoldats Marsj. Eingespielt auf Forsvarets Distriktsmusikkorps Vestlandet Kommandanten På Bergenhus Presenterer Militærmarsjer Fra Vestlandet Vol. 2. Forsvarets Distriktsmusikkorps Vestlandet. Ltg:Helge Haukås. Unipress – UNI 2254, 1989[22][19]
- Horda-Rapsodi. Rhapsodie über Volkslieder aus Hordaland für sinfonisches Blasorchester. Tonika 1975 OCLC 1038556863 Eingespielt auf: Forsvarets Musikkorps Vestlandet, Ltg:Helge Haukås. Bergen Military Band. Bergensiana. Doyen – DOYCD070. 1997[19][23][24]
- I Grannelag: Suite Nr. 2[19]
- Iceland Melody[19]
- Overtura Giubilare, Tonika, 1982[19]
- Signe og Firda, Suite[19]
- Sommeraften[19]
- Sommeraftenidyll [Sommerabendidylle] für Streichorchester, 1921.[1][25] Fassung für Blasorchester. Eingespielt auf: Forsvarets Musikkorps Vestlandet, Ltg:Helge Haukås. Bergen Military Band. Bergensiana. Doyen – DOYCD070. 1997[24]
- Tattoo Marsj Til Bergen [Marsch ieren nach Bergen]. Eingespielt auf Forsvarets Distriktsmusikkorps Vestlandet Kommandanten På Bergenhus Presenterer Militærmarsjer Fra Vestlandet Vol. 2. Forsvarets Distriktsmusikkorps Vestlandet. Ltg:Helge Haukås. Unipress – UNI 2254, 1989[19][22]
- Tyrihans. Ouvertüre. Komponiert von Adolf Hansen. Arrangiert von Valter Aamodt. Eingespielt auf: The Band Of His Majesty The King’s Guard

#### Musik für Blechbläserquintett
- Drei religiöse Lieder für zwei Trompeten, Horn, Posaune und Tuba. Arrangiert von Valter Aamodt. I Jesus Kristus er opfaren II Når vi i største nød mon stå [Wenn wir in der größten Not stehen müssen] III Sjung Amen! aus Mo i Rana. Tonika, 1981 OCLC 806957100
- Suite für Blechbläserquintett. Für zwei Trompeten, Horn, Posaune und Tuba. I Allegro moderato e risoluto II Adagio III Rondo alla gangar. Tonika, Bergen 1986 OCLC 806310870

### Chormusik
- Barn Jesus I En Krybbe Lå. Bearbeitet von Valter Aamod. Eingespielt auf: Julemusikk. Fana Mannskor. Ltg. Sigmund Skage. Harmoni – K 1340[26]

- Det Hev Ei Rosa Sprunge.  Bearbeitet von Valter Aamodt. Eingespielt auf: Julemusikk. Fana Mannskor. Ltg. Sigmund Skage. Harmoni – K 1340[26]
- Gud signe vårt folk, Melodie von Bernt Støylen, für gemischten Chor[27]
- Havsalt [Meersalz] für Männerchor. Text: Henrik Rytter. Norsk Musikforlag OCLC 938368599 Eingespielt auf: Valter Aamodt 1902–2002 Minnekonsert Håkonshallen 3. Mai 2002. Follesø Mannskor. Ltg.: Synnøve Tollaas. Veröffentlicht vom Follesø Mannskor. 2022 eingespielt von den Lunds Studentsångare auf der CD Sea Fever beim Label Swedish Society Discofil.

- Herre gud, ditt dyre navn og ære
- Hymne på Frihetsdagen [Hymne für den Freiheitstag] / Arrangiert für Männerchor von Valter Aamodt. In: Fellessanger ved 14de Landssangerstevne [Gemeinsames Singen beim 14. Landessängertreffen]. Norsk Musikforlag, Oslo 1926[28]
- Jeg løfter opp til gud min sang [Ich erhebe zu Gott mein Lied]. Für Männerchor. Publiziert bei Musikk-Huset. MH 549[29]
- Julaften. Bearbeitet von Valter Aamodt. Eingespielt auf: Julemusikk. Fana Mannskor. Ltg. Sigmund Skage. Harmoni – K 1340[26]
- Kantate zum hundertjährigen Jubiläum Arne Fabrikkers für Männerchor und Orchester, 1946[1]
- No reiser kvelden seg. Text: Olav Nygard. Für Männerchor. Publiziert bei Norsk Musikforlag NO 10617.[30] Eingespielt auf: Something Blue. Christiana Mannskor. Ltg.: Marius Skjølaas. LAWO LWC 1107. 2016[31]
- På Jorden Fred Og Glede.  Bearbeitet von Valter Aamodt. Eingespielt auf: Julemusikk. Fana Mannskor. Ltg. Sigmund Skage. Harmoni – K 1340[26]
- Songarbøn Text: Bjarne Slapgard. Für Männerchor. Publiziert bei Musikk-Huset. MH 549[32]
- Springdans Text: Olav Gullvåg. Für Männerchor. Publiziert bei Musikk-Huset. MH 549 OCLC 1232393598 Eingespielt von: Lulea Kammerchor. Ltg.: Einar Isacson. Auf: Rondo Laponico: Contemporary Scandinavian Choir Music. proprius PROP 7797[33]
- Statt up till strid. Text: Bernt Støylen. Für Frauenchor. Publiziert bei Musikk-Huset MH707[34]. Für Männerchor. Publiziert bei Musikk-Huset. MH 538[35]
- Stormen kom over ville hav. Text: Henrik Rytter. Für Männerchor. Norsk Musikforlag, Oslo. NMO 7014 OCLC 962289088
- Vakna!. Text: Lars Eskeland für Männerchor. Publiziert bei Musikk-Huset MH 533, Oslo 1938 OCLC 962289077